# X-Men II: The Fall of the Mutants
X-Men II: The Fall of the Mutants es un videojuego de acción-aventura para DOS, desarrollado y lanzado por Paragon Software en 1990. Sigue la trama de la historia del crossover de X-Men, "The Fall of the Mutants". El juego es la secuela del lanzamiento de 1989 de Paragon "X-Men: Madness in Murderworld".

## Trama
Los X-Men han venido buscando a sus aliados Storm y Forge, solo para encontrarse con Freedom Force, que han sido enviados a capturarlos. Pronto ambos equipos se encuentran atrapados en una extraña distorsión del tiempo causada por el poderoso ser conocido como el Adversario, que ha encarcelado a Storm y Forge. Uatu the Watcher aparece al principio e introduce el juego como una versión de la historia de un universo paralelo de la línea de tiempo "real" de Marvel en la línea de Marvel, What If?, en este caso, "¿Y si un equipo diferente de héroes luchara contra el Adversario?"

## Jugabilidad
El juego usa una vista aérea durante el juego normal mientras los personajes se mueven por el mapa, mientras buscan enemigos, cajas de salud y trampas. Cuando los X-Men se encuentran con un enemigo, el juego cambia a una vista lateral de cerca durante las escenas de batalla. En cada nivel, el objetivo es buscar un par de miembros de Freedom Force y derrotarlos en la batalla, pero solo la derrota de un villano enviará al equipo del jugador al siguiente nivel. Después de completar suficientes niveles, los héroes se lanzan a la batalla con el propio Adversario.